# Tenderness Junction
Tenderness Junction är ett musikalbum av The Fugs som lanserades 1968. Skivan var deras fjärde studioalbum och det första gruppen släppte på skivbolaget Reprise. Reprise var ett av få skivbolag som inte krävde att gruppen skulle censurera sina då kontroversiella texter. Peter Stampfel och Steve Weber hade vid det här laget lämnat The Fugs för att återbilda sin första grupp The Holy Modal Rounders. De kvarvarande medlemmarna Tuli Kupferberg, Ed Sanders och Ken Weaver fick nu sällskap av de nya medlemmarna Ken Pine (gitarr), Charles Larkey (bas) och Danny Kotch (gitarr och fiol).

## Låtlista
Sida 1
1. "Turn on, Tune in, Drop Out" - 4:49
2. "Knock Knock" - 4:28
3. "Garden Is Open" - 6:22
4. "Wet Dream" - 3:27
5. "Hare Krishna" - 3:26

Sida 2
1. "Exorcising the Evil Spirits from the Pentagon Oct. 21, 1967" - 3:25
2. "War Song" - 5:37
3. "Dover Beach" - 4:08
4. "Fingers of the Sun" - 2:26
5. "Aphrodite Mass: I. Litany of the Street Grope"
6. "Aphrodite Mass: II. Genuflection at the Temple of Squack"
7. "Aphrodite Mass: III. Petals in the Sea"
8. "Aphrodite Mass: IV. Sappho's Hymn to Aphrodite"
9. "Aphrodite Mass: V. Homage to Throb Thrills"